# Kograben

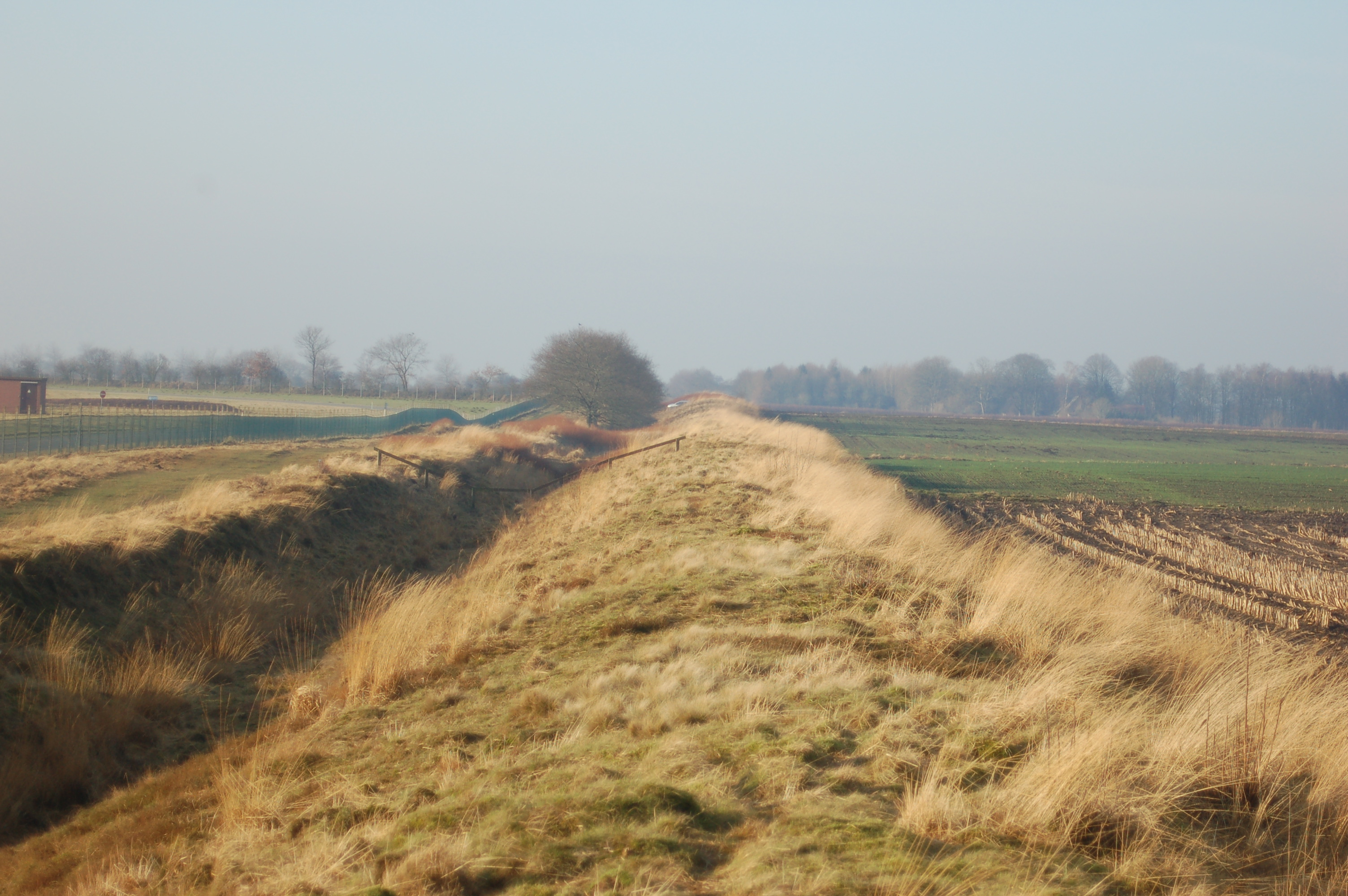
Der Kograben (Blick nach Westen): mittig der Wall, links der Graben. Weiter links der Zaun des Fliegerhorsts Schleswig bei Jagel.

Der Kograben (dänisch Kovirke) ist ein südlich gelegener Teil des Danewerks. Ursprünglich war es ein etwa 6,5 Kilometer langer Wall mit vorgelagertem Graben. Sein östliches Ende lag an der Südspitze des Selker Noors, rund 4 Kilometer südlich der heutigen Stadt Schleswig und rund 1,5 Kilometer südlich der damaligen Siedlung Haithabu. Von hier verlief der Kograben schnurgerade in westlicher und leicht südlicher Richtung bis zur Flussniederung der Rheider Au bei Kurburg.

## Bauweise und Erhaltungszustand

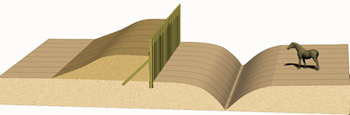
Bauweise des Kograbens (Schema), links ist Norden. 3d-Grafik: Willi Kramer

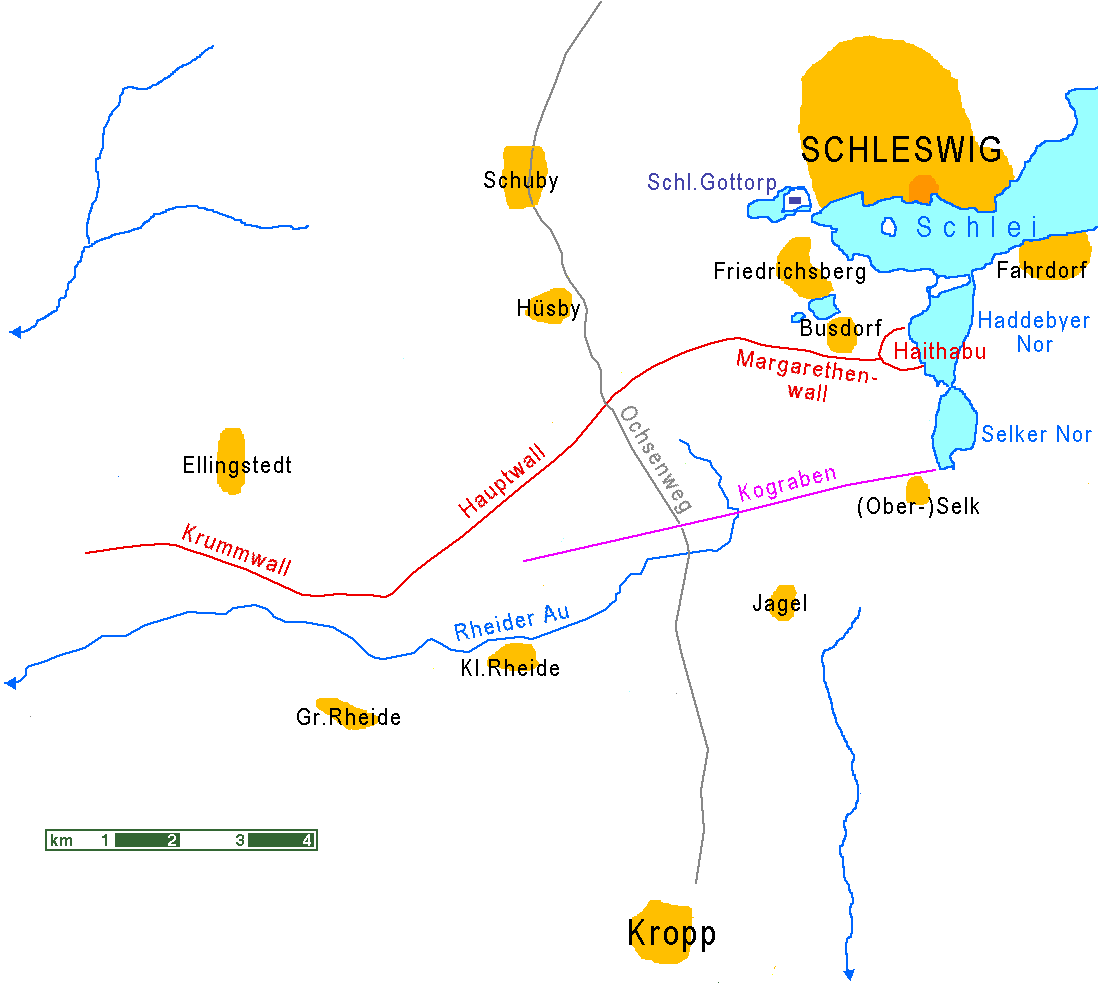
Lage des 6,5 km langen Kograbens (ursprüngliche Länge) im Verhältnis zu anderen Wällen des Danewerks, Ochsenweg, Wasserwegen und heutigen Ortschaften

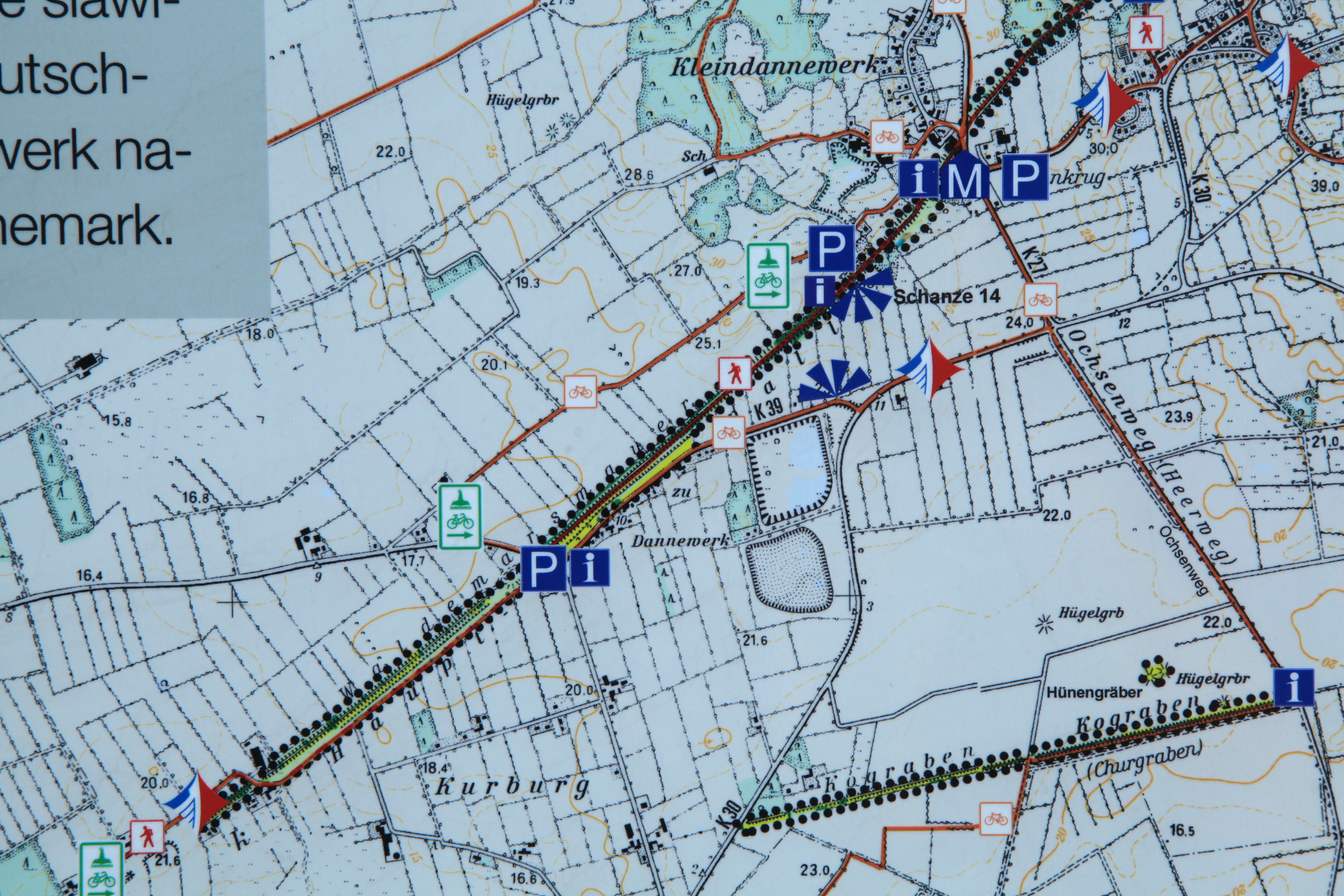
Der erhaltene Abschnitt des Kograbens (unten rechts), in der Bildmitte der Hauptwall (Karte auf einer Infotafel)

Die Anlage des Kograbens bestand aus einem etwa zwei Meter hohen Erdwall, dem ein etwa drei Meter tiefer Spitzgraben vorgelagert war. Die Böschung des Erdwalls war auf der Seite zum Spitzgraben mit drei Meter hohen Holzpalisaden versehen, die durch schräge Stützpfeiler gesichert wurden.
Von den Palisaden ist heute nichts mehr zu sehen. Zumindest streckenweise sind jedoch der Erdwall und der Graben noch vorhanden.
Wahrscheinlich gab es zwei Tore im Kograben. 1972, beim Bau der Autobahn A 7, fanden die dänischen Archäologen Hellmuth Andersen, Hans Jørgen Madsen und Olfert Voss (Moesgaard Museum, Aarhus) ein vier Meter breites Tor. An einer Stelle, wo ein unscheinbarer Feldweg die Kograbenlinie querte, stellten sie eine Lücke im Grabenverlauf fest. Auf beiden Seiten der Lücke fanden sie Spuren von Pfosten, die offenbar zur Stabilisierung der Wallenden am Tor gedient hatten. Es wird angenommen, dass es an der Stelle, wo der Ochsenweg den Kograben kreuzte, ein weiteres Tor gab.
Im Westen ist der Kograben auf der 1,8 Kilometer langen Strecke zwischen der Straße Rheider Weg und dem Ochsenweg erhalten geblieben. Östlich davon ist er weitgehend bis völlig verschwunden. Dies liegt unter anderem an der Nutzung des Bodens durch die Landwirtschaft und den Militärflughafen.

## Geschichte
Der Kograben wurde Ende des 10. Jahrhunderts auf Veranlassung des dänischen Königs Harald Blauzahn angelegt. Seine Bauweise ähnelt der, die bei den von Harald in derselben Zeit errichteten Ringburgen in Dänemark verwendet wurde.
Der Kograben diente als zusätzlicher Schutz für die wichtige Handelssiedlung Haithabu. Harald Blauzahn hatte Haithabu bereits mit einem hohen Halbkreiswall umgeben und diesen um 970 mit einem Verbindungswall an den Hauptwall angeschlossen. Mit dem Kograben fügte er eine Verteidigungslinie südlich von Haithabu hinzu.
Der 1,8 Kilometer lange Abschnitt des Kograbens, der erhalten geblieben ist, steht als Bestandteil des Naturschutzgebiets „Haithabu-Dannewerk“ seit 1950 unter Naturschutz.
Als Teil des Danewerks gehört der Kograben seit 2018 zum UNESCO-Welterbe Archäologischer Grenzkomplex Haithabu und Danewerk.